# کلایو فریمن
کلایو فریمن (انگلیسی: Clive Freeman) (۱۲ سپتامبر ۱۹۶۲ – ۳ سپتامبر ۲۰۲۴) بازیکن فوتبال اهل بریتانیا بود.
از باشگاه‌هایی که در آنها بازی کرد می‌توان به باشگاه فوتبال دونکستر راورز، باشگاه فوتبال سوانزی سیتی، و باشگاه فوتبال آلترینچام اشاره کرد.